# Ovce aljašská
Ovce aljašská (Ovis dalli) je menší příbuznou ovce tlustorohé. Je rozšířena od severní Aljašky po sever Britské Kolumbie. Jsou známy dva poddruhy: Ovis dalli stonei, jehož domovem jsou hory jižního Yukonu a severní Britské Kolumbie, a Ovis dalli dalli, který žije o něco severněji.
- Samci mají silné, zahnuté rohy.
- Mladí samci bojují se staršími, ale mají nevýhodu, že mají dosud malé rohy.
- Doba březosti: 21-26 týdnů
- Váha jehněte: v průměru 3–5 kg

## Chov v zoo
Aktuálně (v roce 2018) byl tento druh chován jen ve čtyřech evropských zoo, z toho dvou německých a dále estonské Zoo Tallinn a české Zoo Plzeň. V minulosti byla ovce aljašská v Česku také chována v Zoo Praha a Zoo Dvůr Králové.

### Chov v Zoo Praha
V Zoo Praha byla ovce aljašská chována v letech 2008 až 2014. První zvířata přišla z německých zoo v Krefeldu a Lipsku. První mládě se narodilo v roce 2011. Zvířata z ukončeného chovu přešla v roce 2014 do Zoo Plzeň.